# Judit Bárdos
Pour les articles homonymes, voir Bárdos.
Judit Bárdos, épouse Pecháček, née le 12 mai 1988 à Bratislava, est une actrice slovaque d'origine hongroise.  

## Biographie
Avant de commencer à jouer, elle a étudié le piano au conservatoire pendant quatre ans. Elle est diplômée en théâtre de l'École supérieure des arts de la scène de Bratislava. 
Sa mère est la présentatrice et journaliste Ágnes Bárdos et du politicien Gyula Bárdos (cs),. Sa sœur Kinga Bárdos est poète. À l'été 2022, elle épouse le directeur de la photographie et acteur Miloslav Pecháček. 
Judit Bárdos est principalement une actrice de théâtre. Elle se produit au Divadlo Andreje Bagara (cs) et au Théâtre Jókai, et a également été invitée au Théâtre national slovaque. Elle fait ses débuts au cinéma en 2011 dans le long métrage Dům, réalisé par Zuzana Liová, où elle interprète le personnage d'Eva. Pour ce rôle, elle remporte le prix « Ange bleu » de la meilleure interprétation féminine au Art Film Fest (cs) 2011. Elle a également remporté le prix Igric et le Slnko v sieti,. Pour son rôle d'Anna dans le film Fair Play, elle est nommée au Lion tchèque en 2015. 
En 2017, elle joue dans deux séries tchèques. Dans la série Bohéma, réalisée par Robert Sedláček (cs), qui retrace les coulisses de la vie des acteurs tchèques pendant la Seconde Guerre mondiale et le début du régime communiste, elle incarne Lilli Královová ; ce personnage est une combinaison des destins de plusieurs actrices tchèques. Elle est également apparue dans la série policière Svět pod hlavou, qui se déroule dans la région d'Ústí nad Labem pendant la période de normalisation des années 1980. Elle y interprète le double rôle du Dr Kristýna Čáslavová et de Daniela, qui font le lien entre la vie du protagoniste aujourd'hui et en 1982.

## Filmographie
- 2011 : Dr. Ludsky, série télévisée
- 2011 : Dům : Eva
- 2013 : Dobrý človek, film étudiuant
- 2013 : Good Night
- 2013 : Kandidát
- 2014 : Doktori, série télévisée
- 2014 : Dvere, film étudiant
- 2014 : Fair Play : Anna
- 2014 : Láska na vlásku
- 2014 : V tichu : Edith Kraus (de)
- 2015 : Krisztina, film étudiant
- 2017 : Svět pod hlavou, série télévisée : Dr Kristýna Čáslavová
- 2017 : Bohéma, série télévisée : Lilli Králová
- 2017 : Pěstírna, série web
- 2017 : Tajné životy, série télévisée
- 2017 : Out, film étudiant
- 2018 : Sunset : Szeréna
- 2018 : Chata na prodej
- 2018 : Čertí brko
- 2020 : Herec, série télévisée : Eva Doležalová
- 2022 : Poslední závod : Slavěna Hančová
- 2023 : Místo zločinu České Budějovice : Jana Šímová
- 2023 : Piargy
- 2023 : A máme, co jsme chtěli : Helena Varchal
- 2025 : Tichá pošta